# Gingidia
Gingidia är ett släkte i familjen flockblommiga växter. Dess arter förekommer i sydöstra Australien och på Nya Zeeland.
Släktet beskrevs 1974 av John Wyndham Dawson.

## Arter
Släktet omfattar tolv arter:
- Gingidia algens (F.Muell.) J.W.Dawson
- Gingidia amphistoma Heenan
- Gingidia baxterae (J.W.Dawson) C.J.Webb
- Gingidia decipiens (Hook.f.) J.W.Dawson
- Gingidia enysii (Kirk) J.W.Dawson
- Gingidia flabellata (Kirk) J.W.Dawson
- Gingidia grisea Heenan
- Gingidia haematitica Heenan
- Gingidia harveyana (F.Muell.) J.W.Dawson
- Gingidia montana (J.R.Forst. & G.Forst.) J.W.Dawson
- Gingidia rupicola I.Telford & J.J.Bruhl
- Gingidia trifoliolata (Hook.f.) J.W.Dawson